# Бойцовые породы кур
Бойцовые породы кур исторически были основной линией селекции народного куроводства. Во многих регионах возникли свои бойцовые породы: малайские бойцовые, английские бойцовые, московские бойцовые, индийские черные, среднеазиатские куланги.

## История
Поскольку беспородные куры раньше содержались почти исключительно крестьянами, бо́льшую часть года эти птицы проводили на подножном корму, отличались дикостью, имели сухое, жёсткое мясо. Спортивный интерес в это время представляли лишь петухи, на которых делали ставки во время боёв. Именно поэтому птицеводство долгое время развивалось по пути создания сначала бойцовых, затем декоративных пород, и лишь затем пищевая промышленность начала уделять внимание хозяйственным качествам домашних кур.

## Экстерьер
Экстерьеру петухов бойцовых пород придавалось особое значение: мускулатура груди должна была быть хорошо развита; костяк должен быть крепким; ноги длинными и сильными. Небольшой размер головы позволял минимизировать травмы, но при этом лобная кость должна была быть относительно широкой и толстой из соображений выносливости и устойчивости к ударам и увечьям. Предпочтение также отдавалось развитым надбровным дугам, которые придавали лицу свирепый вид. В ходе селекции бойцовых пород гребень и серёжки атрофировались, так как они легко повреждались и долго кровоточили в ходе боёв. Клюв окреп, шея и ноги удлинились; корпус принял практически вертикальную осанку, в том числе и у кур; оперение укоротилось и уплотнилось. Окраске оперения значения не придавали, а вот темперамент петухов не оставался без внимания: потомство старались получить только от самых воинственных победителей петушиных боёв.

## Значение
В Великобритании пик увлечения бойцовыми породами пришёлся на начало XIX века. В России бойцовая лихорадка проявилось в середине XIX века. К примеру, неслучайно в 1878 году на очередной выставке куроводов большую часть экземпляров представляли именно бойцовые куры. В 1880 году именно любители петушиных боёв основали Московское общество любителей птицеводства. Позднее было основано Русское общество птицеводства. Однако профессиональное увлечение бойцовыми породами в Российской империи, равно как и в большинстве западноевропейских стран было недолговечным. Первый же Всероссийский съезд птицеводов постановил: «Петушиные бои, как спорт и мера улучшения русского птицеводства, не желательны и не заслуживают поощрения». В начале XX века большинство промышленно развитых стран мира запретило петушиные бои по причине борьбы с жестоким обращением с животными. Как следствие, интерес к бойцовым породам в европейских странах спал. Исключение составляют лишь некоторые регионы Испании и Франции. Бойцовские породы продолжают развиваться в странах Латинской Америки и Азии. В Европе и России многие из этих пород практически исчезли, другие потеряли бойцовые качества и послужили основой для создания других пород. К примеру, на основе бойцовских кур корнвалийской породы была создана мясная порода корниш, ставшая основой мясного птицеводства.